# Felix Schmidt (Jurist)
Felix Schmidt (* 11. Juni 1979) ist ein deutscher Rechtswissenschaftler und seit November 2023 beisitzender Richter des V. Zivilsenats am Bundesgerichtshof.

## Werdegang
Schmidt studierte Rechtswissenschaften in Deutschland sowie ein Jahr lang in Oxford, wo er den Titel Magister Juris erlangte. Schmidt promovierte außerdem in Rechtswissenschaften. Im November 2007 trat er in den höheren Justizdienst des Landes Niedersachsen ein, wo er beim Landgericht Hannover, dem Amtsgericht Hameln und später bei der Staatsanwaltschaft Hannover tätig war. Von 2010 bis April 2013 war Schmidt wissenschaftlicher Mitarbeiter des Bundesverfassungsgerichts, bevor er Mitte 2011 zum Richter am Landgericht Hannover ernannt wurde; die Stelle trat er 2013 an. Ab März 2017 wurde Schmidt abermals abgeordnet, zunächst in die Niedersächsische Staatskanzlei, später an das Niedersächsische Justizministerium, bevor er 2020 zum Richter am Oberlandesgericht Celle ernannt wurde. Am 2. November 2023 wurde Schmidt von Frank-Walter Steinmeier zum Bundesrichter ernannt und gehört seitdem dem V. Zivilsenat des Bundesgerichtshofs an, wo er vor allem mit Rechtsstreitigkeiten aus den Gebieten des Grundstücksrechts, des Wohnungseigentumsrechts und des Nachbarrechts betraut ist.